# Frontière entre le Colorado et le Nebraska

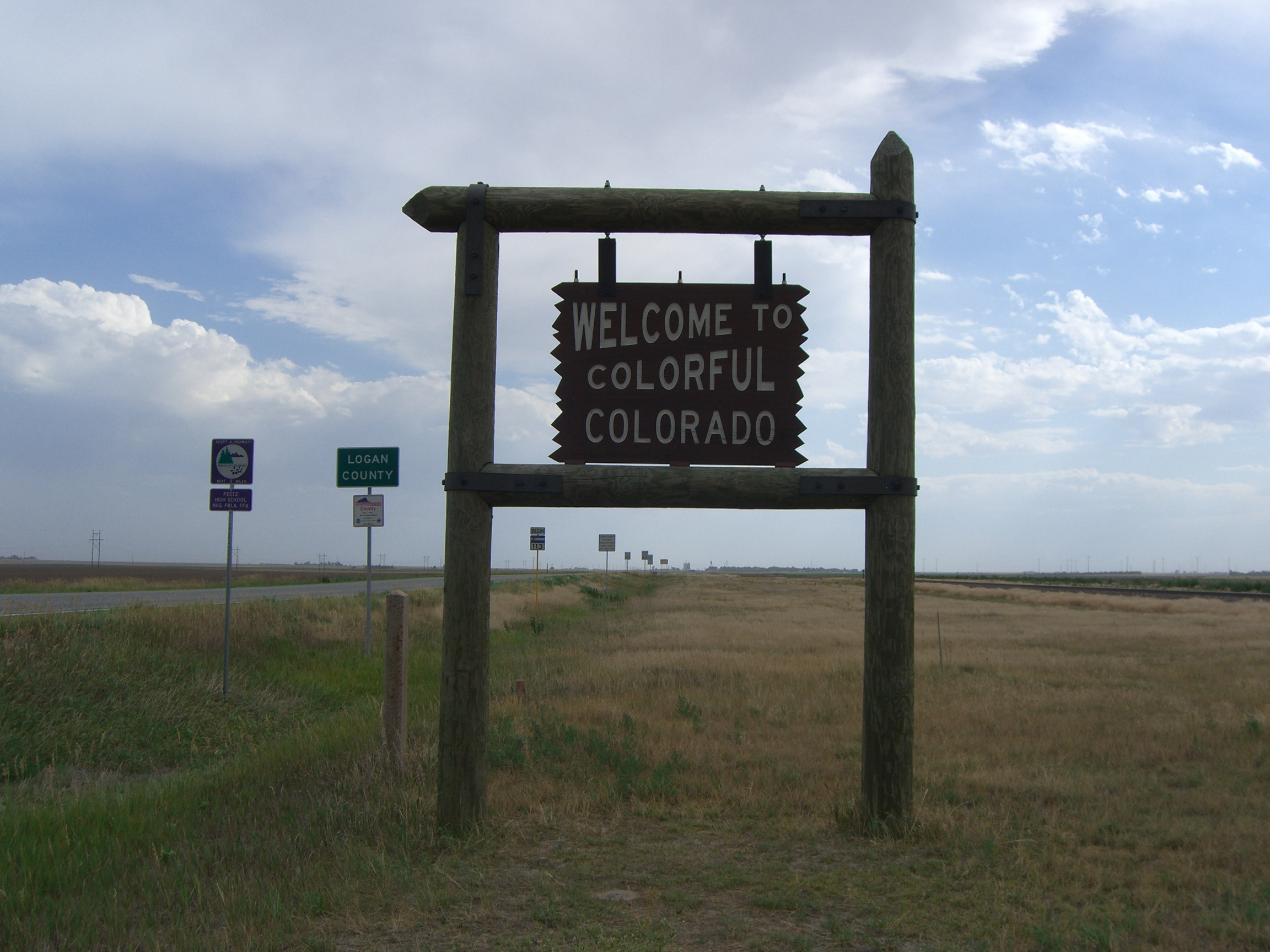
Entrée au Colorado depuis le Nebraska.

La frontière entre le Colorado et le Nebraska est une frontière intérieure des États-Unis délimitant les territoires du Colorado au nord-est et du Nebraska au sud-ouest.
Son tracé comporte deux sections rectilignes perpendiculaires l'une de l'autre :
- le premier, d'une orientation est-ouest, qui suit le 42e parallèle nord de son intersection avec le 104e méridien ouest jusqu'au 102e méridien ouest :
- le second, d'une orientation nord-sud, qui suit 102e méridien ouest jusqu'au 40e parallèle nord.